# Volejbol'nyj klub Zenit-Kazan' 2011-2012
Questa voce raccoglie le informazioni riguardanti il Volejbol'nyj klub Zenit-Kazan' nelle competizioni ufficiali della stagione 2011-2012.

## Organigramma societario
Area direttiva
- Presidente: Rafkat Kantjukov
- Vicepresidente: Il'cham Rachmatullin

Area tecnica
- Allenatore: Vladimir Alekno
- Allenatore in seconda: Aleksandr Serebrennikov, Sergio Busato

Area sanitaria
- Medico: Il'šat Sagitov, Jurij Tregubov

## Rosa
| N° | Nome               | Ruolo | Data di nascita   | Nazionalità sportiva |
| -- | ------------------ | ----- | ----------------- | -------------------- |
| 2  | Dmitrij Vovnenko   | C     | 17 aprile 1987    | Russia               |
| 3  | Nikolaj Apalikov   | C     | 26 agosto 1982    | Russia               |
| 4  | Ivan Demakov       | C     | 6 gennaio 1993    | Russia               |
| 5  | Valerio Vermiglio  | P     | 1º marzo 1976     | Italia               |
| 6  | Evgenij Sivoželez  | S     | 6 agosto 1986     | Russia               |
| 7  | Aleksandr Volkov   | C     | 14 febbraio 1985  | Russia               |
| 8  | William Priddy     | S     | 1º ottobre 1977   | Stati Uniti          |
| 9  | Aleksej Čeremisin  | O     | 23 settembre 1980 | Russia               |
| 10 | Jurij Berežko      | S     | 27 gennaio 1984   | Russia               |
| 12 | Aleksej Babešin    | P     | 8 aprile 1983     | Russia               |
| 13 | Vitalij Matyčenko  | S     | 7 agosto 1989     | Russia               |
| 15 | Aleksej Območaev   | L     | 22 maggio 1989    | Russia               |
| 16 | Aleksandr Gucaljuk | C     | 15 gennaio 1988   | Russia               |
| 17 | Vladislav Babičev  | L     | 18 febbraio 1981  | Russia               |
| 18 | Maksim Michajlov   | O     | 19 marzo 1988     | Russia               |
| 20 | Vladimir Ponomarev | P     | 22 aprile 1979    | Russia               |

## Statistiche

### Statistiche di squadra
| Competizione        | Punti | In casa | In casa | In casa | In trasferta | In trasferta | In trasferta | Totale | Totale | Totale |
| Competizione        | Punti | G       | V       | P       | G            | V            | P            | G      | V      | P      |
| ------------------- | ----- | ------- | ------- | ------- | ------------ | ------------ | ------------ | ------ | ------ | ------ |
| Superliga           | 37    | 13      | 12      | 1       | 9            | 8            | 1            | 22     | 20     | 2      |
| Coppa di Russia     | 12    | -       | -       | -       | -            | -            | -            | 11     | 5      | 6      |
| Supercoppa russa    | -     | -       | -       | -       | -            | -            | -            | 1      | 1      | 0      |
| Champions League    | 15    | 5       | 5       | 0       | 5            | 4            | 1            | 12     | 11     | 1      |
| Campionato mondiale | 7     | -       | -       | -       | -            | -            | -            | 5      | 3      | 2      |
| Totale              | -     | 18      | 17      | 1       | 14           | 12           | 2            | 51     | 40     | 11     |

G = partite giocate; V = partite vinte; P = partite perse

### Statistiche dei giocatori
| Giocatore    | Superliga | Superliga | Superliga | Superliga | Superliga | Champions League | Champions League | Champions League | Champions League | Champions League | Campionato mondiale | Campionato mondiale | Campionato mondiale | Campionato mondiale | Campionato mondiale |
| Giocatore    | P         | PT        | AV        | MV        | BV        | P                | PT               | AV               | MV               | BV               | P                   | PT                  | AV                  | MV                  | BV                  |
| ------------ | --------- | --------- | --------- | --------- | --------- | ---------------- | ---------------- | ---------------- | ---------------- | ---------------- | ------------------- | ------------------- | ------------------- | ------------------- | ------------------- |
| N. Apalikov  | 21        | 186       | 111       | 48        | 27        | 11               | 107              | 57               | 32               | 18               | 5                   | 36                  | 22                  | 9                   | 5                   |
| A. Babešin   | 8         | 0         | 0         | 0         | 0         | 5                | 0                | 0                | 0                | 0                | 2                   | 0                   | 0                   | 0                   | 0                   |
| V. Babičev   | 11        | 0         | 0         | 0         | 0         | 7                | 0                | 0                | 0                | 0                | 2                   | 1                   | 1                   | 0                   | 0                   |
| J. Berežko   | 19        | 141       | 122       | 16        | 3         | 11               | 86               | 74               | 8                | 4                | 4                   | 25                  | 21                  | 4                   | 0                   |
| A. Čeremisin | 13        | 74        | 60        | 6         | 8         | 9                | 42               | 38               | 2                | 2                | 4                   | 18                  | 17                  | 1                   | 0                   |
| I. Demakov   | 2         | 7         | 4         | 3         | 0         | 2                | 0                | 0                | 0                | 0                | -                   | -                   | -                   | -                   | -                   |
| A. Gucaljuk  | 17        | 50        | 28        | 18        | 4         | 12               | 50               | 33               | 13               | 4                | 5                   | 13                  | 7                   | 4                   | 2                   |
| V. Matyčenko | 1         | 5         | 5         | 0         | 0         | 1                | 1                | 1                | 0                | 0                | -                   | -                   | -                   | -                   | -                   |
| M. Michajlov | 21        | 413       | 332       | 33        | 48        | 12               | 205              | 173              | 15               | 17               | 5                   | 100                 | 85                  | 7                   | 8                   |
| A. Območaev  | 20        | 8         | 8         | 0         | 0         | 8                | 0                | 0                | 0                | 0                | 5                   | 0                   | 0                   | 0                   | 0                   |
| V. Ponomarev | -         | -         | -         | -         | -         | 0                | 0                | 0                | 0                | 0                | -                   | -                   | -                   | -                   | -                   |
| W. Priddy    | 16        | 123       | 102       | 13        | 8         | 10               | 67               | 53               | 9                | 5                | 5                   | 43                  | 30                  | 11                  | 2                   |
| E. Sivoželez | 19        | 168       | 121       | 21        | 26        | 10               | 83               | 64               | 15               | 4                | 4                   | 22                  | 19                  | 1                   | 2                   |
| V. Vermiglio | 21        | 39        | 18        | 13        | 8         | 12               | 30               | 13               | 12               | 5                | 5                   | 8                   | 3                   | 5                   | 0                   |
| A. Volkov    | 17        | 169       | 109       | 38        | 22        | 7                | 64               | 42               | 17               | 5                | 4                   | 40                  | 27                  | 10                  | 3                   |
| D. Vovnenko  | 13        | 6         | 2         | 1         | 3         | 2                | 0                | 0                | 0                | 0                | -                   | -                   | -                   | -                   | -                   |

P = presenze; PT = punti totali; AV = attacchi vincenti; MV = muri vincenti; BV = battute vincenti

NB: Non sono disponibili i dati relativi alla Coppa di Russia e alla Supercoppa russa e, di conseguenza, quelli totali